# García IV. Pamplonski
García IV. Pamplonski, španski plemič, * ?, † 1000.
Bil je kralj Pamplone in Navare in grof Aragonije (994-1000).